# 萨森堡
萨森堡是德国下萨克森州的一个市镇。总面积88.40平方公里，总人口10940人，其中男性5483人，女性5457人（2011年12月31日），人口密度124人/平方公里。